# Lugrin
 Lugrin é uma comuna francesa na região administrativa de Auvérnia-Ródano-Alpes, no departamento de Alta Saboia. Estende-se por uma área de  13,22 km², com 2 366 habitantes, segundo os censos de 2013, com uma densidade de 179 hab/km².